# Port Elizabeth
Port Elizabeth (omdøbt Gqeberha februar 2021) (xhosa: IBhayi) er en by i provinsen Eastern Cape i Sydafrika. Byen bliver ofte forkortet "PE" og har kaldenavnene "den venlige by" og "den forblæste by". Den ligger i Algoa Bay ved Det indiske Ocean og er en af de største havne i Sydafrika med over en million indbyggere.
Byen blev grundlagt i 1820 for at huse britiske nybyggere for derved at styrke grænseregionen mellem Kapkolonien og den krigeriske xhosastamme. Byen har nu en befolkning på en million og er en del af Nelson Mandela storbykommune.

## Historie
Området omkring det, som nu kaldes Algoa Bay, blev først bosat af indfødte stammer for mange århundreder siden. San og khoisan var blandt de første stammer på stedet, mens xhosaerne kom til senere. De første europæere, som besøgte området, var Bartolomeo Dias og hans besætning, som gik i land på St. Croix Island i Algoa Bay i 1488, og Vasco da Gama som mærkede sig den nærliggende Bird Island i 1497. I flere århundreder var området afmærket på navigationskortene som "et sted at gå i land med ferskvand" .
Området blev en del af Kapkolonien og der blev bygget et stenfort kaldt Fort Frederick i 1799 under den første britiske okkupation af kolonien under Napoleonskrigene. Dette fort blev bygget for at sikre området mod en mulig fransk landgang, og fortet havde overblik over stedet, som senere blev Port Elizabeth. Fortet er nu et monument.
4.000 britiske nybyggere ankom i 1820 med båd. Havnebyen blev grundlagt af Rufane Shaw Donkin, den fungerende guvernør af Kapkolonien, som opkaldte den efter sin afdøde kone, Elizabeth. Byen ekspanderede efterhånden og der udvikledes et varieret samfund som bestod af europæere og andre immigranter.

## Venskabsbyer
Port Elizabeth er venskabsby med:
- Göteborg
- Jacksonville
- Palm Dessert